# واوباكا
واوباكا (ويسكونسن) (بالإنجليزية: Waupaca, Wisconsin)‏ هي بلدة، fourth-class city و مقر المقاطعة تقع في الولايات المتحدة في مقاطعة واوباكا (ويسكونسن). يقدر عدد سكانها بـ 6,069 نسمة ومساحتها 21.00 كم2 .

## التركيبة السكانية
قام مكتب تعداد الولايات المتحدة بتحديد بيانات التركيبة السكانية لواوباكافي تعداد الولايات المتحدة. في ما يلي، التركيبة السكانية حسب تعدادي 2000 و2010.

### تعداد عام 2000
بلغ عدد سكان واتينا 625 نسمة بحسب تعداد عام 2000، وبلغ عدد الأسر 280 أسرة وعدد العائلات 180 عائلة مقيمة في القرية. في حين سجلت الكثافة السكانية 817.4 نسمة لكل ميل مربع (315.6/كم2). وبلغ عدد الوحدات السكنية 325 وحدة بمتوسط كثافة قدره 425.1 نسمة لكل ميل مربع (164.1/كم2).
وتوزع التركيب العرقي للقرية بنسبة 96.16% من البيض و 0.48% من الأمريكيين ذوي الأصول الآسيوية و 0.16% من سكان جزر المحيط الهادئ و 0.16% من الأمريكيين الأفارقة و 0.32% من عرقين مختلطين أو أكثر.
بلغ عدد الأسر 280 أسرة كانت نسبة 23.2% منها لديها أطفال تحت سن الثامنة عشر تعيش معهم، وبلغت نسبة الأزواج القاطنين مع بعضهم البعض 56.1% من أصل المجموع الكلي للأسر، ونسبة 5.7% من الأسر كان لديها معيلات من الإناث دون وجود شريك، وكانت نسبة 35.7% من غير العائلات. تألفت نسبة 32.9% من أصل جميع الأسر من أفراد ونسبة 17.5% كانوا يعيش معهم شخص وحيد يبلغ من العمر 65 عاماً فما فوق. وبلغ متوسط حجم الأسرة المعيشية 2.65، أما متوسط حجم العائلات فبلغ 2.11.
بلغ العمر الوسطي للسكان 50 عاماً. وكانت نسبة 18.6% من القاطنين تحت سن الثامنة عشر، وكانت نسبة 5.1% بين الثامنة عشر والأربعة وعشرون عاماً، ونسبة 20.6% كانت واقعةً في الفئة العمرية ما بين الخامسة والعشرون حتى والأربعة وأربعون عاماً، ونسبة 21.6% كانت ما بين الخامسة والأربعون حتى الرابعة والستون، ونسبة 34.1% كانت ضمن فئة الخامسة والستون عاماً فما فوق. يوجد لكل 100 أنثى 89.4 ذكر، ويوجد لكل 100 أنثى في الثامنة عشر من عمرها فما فوق 89.9 ذكر.
بلغ متوسط دخل الأسرة في القرية 29,813 دولار، أما متوسط دخل العائلة فبلغ 33,500 دولار. وكان متوسط دخل الذكور 24,750 دولار مقابل 16,932 دولار للإناث. وسجل دخل الفرد الخاص بالقرية 16,385 دولار. وكانت نسبة 7.2% من العائلات ونسبة 9.1% من السكان تحت خط الفقر، وكان من هؤلاء نسبة 16.8% تحت سن الثامنة عشر ونسبة 6.1% في الخامسة والستين من العمر وما فوق.

### تعداد عام 2010
بلغ عدد سكان واوباكا 6,069 نسمة بحسب تعداد عام 2010، وبلغ عدد الأسر 2,702 أسرة وعدد العائلات 1,356 عائلة مقيمة في المدينة. في حين سجلت الكثافة السكانية 776.1 نسمة لكل ميل مربع (299.7/كم2). وبلغ عدد الوحدات السكنية 2,996 وحدة بمتوسط كثافة قدره 383.1 لكل ميل مربع (147.9/كم2).
وتوزع التركيب العرقي للمدينة بنسبة 96.6% من البيض و 0.7% من الأمريكيين الأصليين و 0.3% من الأمريكيين ذوي الأصول الآسيوية و 0.9% من الأمريكيين الأفارقة و 1.0% من عرقين مختلطين أو أكثر.
بلغ عدد الأسر 2,702 أسرة كانت نسبة 25.9% منها لديها أطفال تحت سن الثامنة عشر تعيش معهم، وبلغت نسبة الأزواج القاطنين مع بعضهم البعض 34.9% من أصل المجموع الكلي للأسر، ونسبة 10.9% من الأسر كان لديها معيلات من الإناث دون وجود شريك، بينما كانت نسبة 4.4% من الأسر لديها معيلون من الذكور دون وجود شريكة وكانت نسبة 49.8% من غير العائلات. تألفت نسبة 42.9% من أصل جميع الأسر من أفراد ونسبة 20.7% كانوا يعيش معهم شخص وحيد يبلغ من العمر 65 عاماً فما فوق. وبلغ متوسط حجم الأسرة المعيشية 2.92، أما متوسط حجم العائلات فبلغ 2.10.
بلغ العمر الوسطي للسكان 40.1 عاماً. وكانت نسبة 22.1% من القاطنين تحت سن الثامنة عشر، وكانت نسبة 8.4% بين الثامنة عشر والأربعة وعشرون عاماً، ونسبة 24.7% كانت واقعةً في الفئة العمرية ما بين الخامسة والعشرون حتى والأربعة وأربعون عاماً، ونسبة 24.6% كانت ما بين الخامسة والأربعون حتى الرابعة والستون، ونسبة 20.1% كانت ضمن فئة الخامسة والستون عاماً فما فوق. وتوزع التركيب الجنسي للسكان بنسبة 47.5% ذكور و52.5% إناث.

## معرض صور

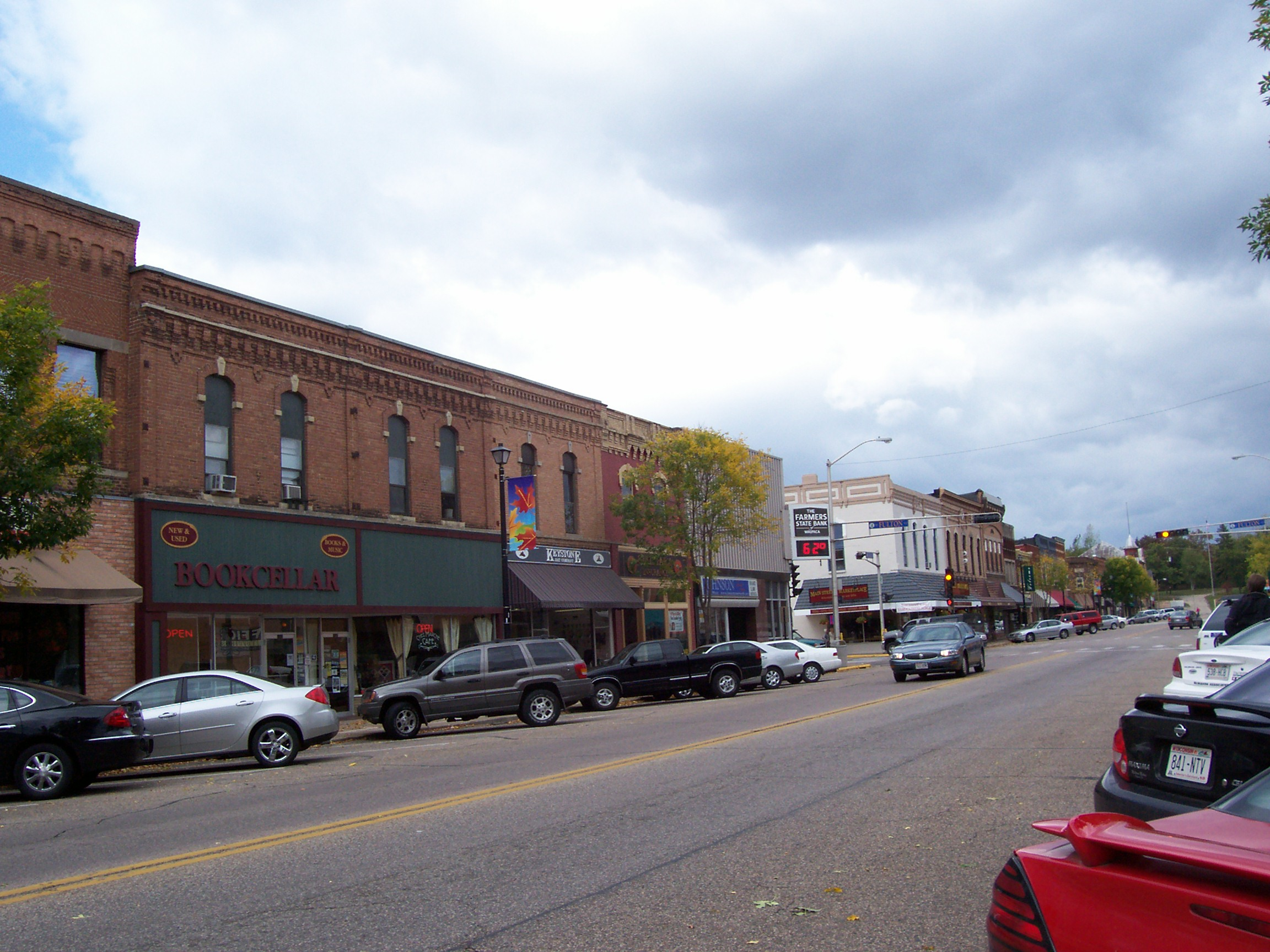
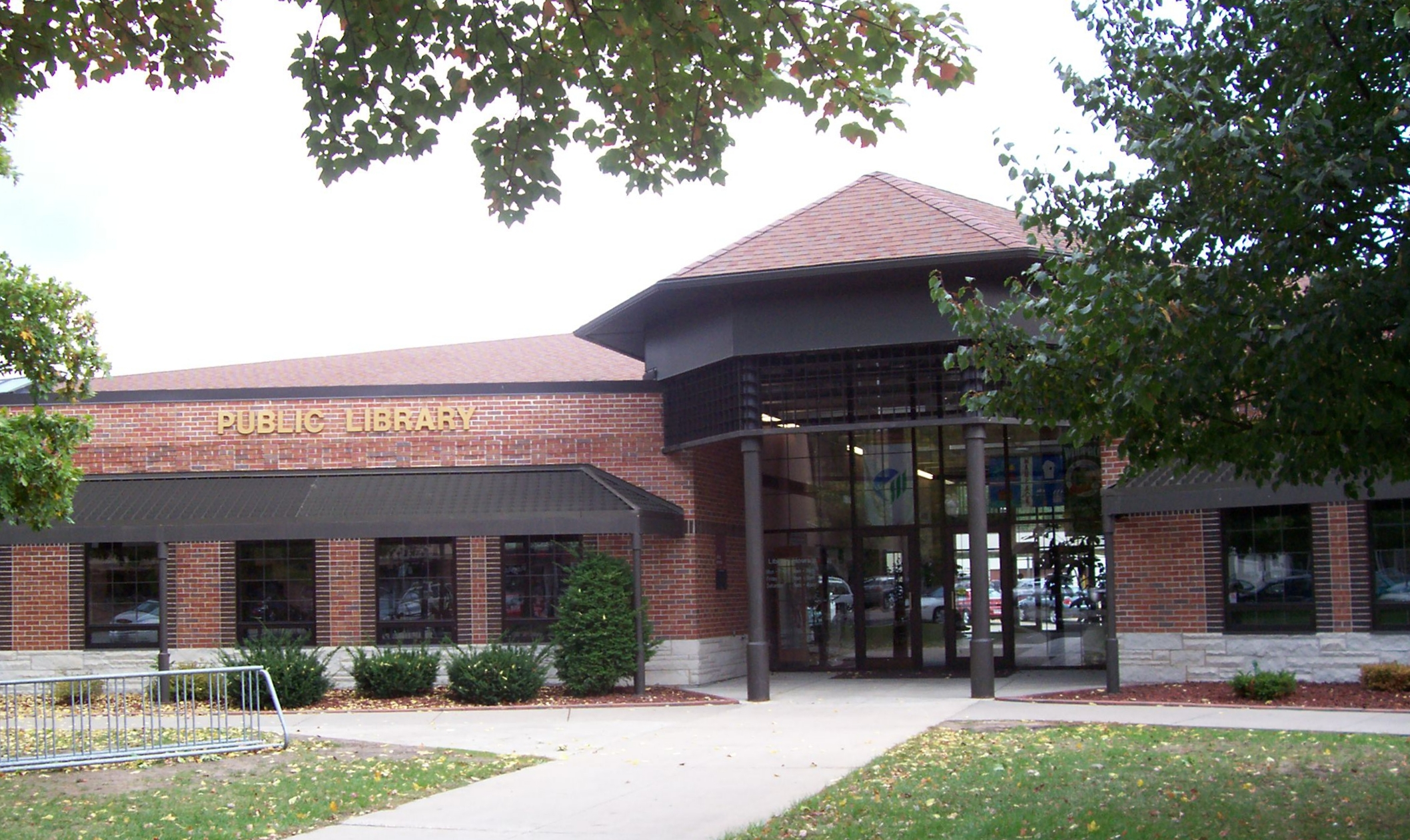
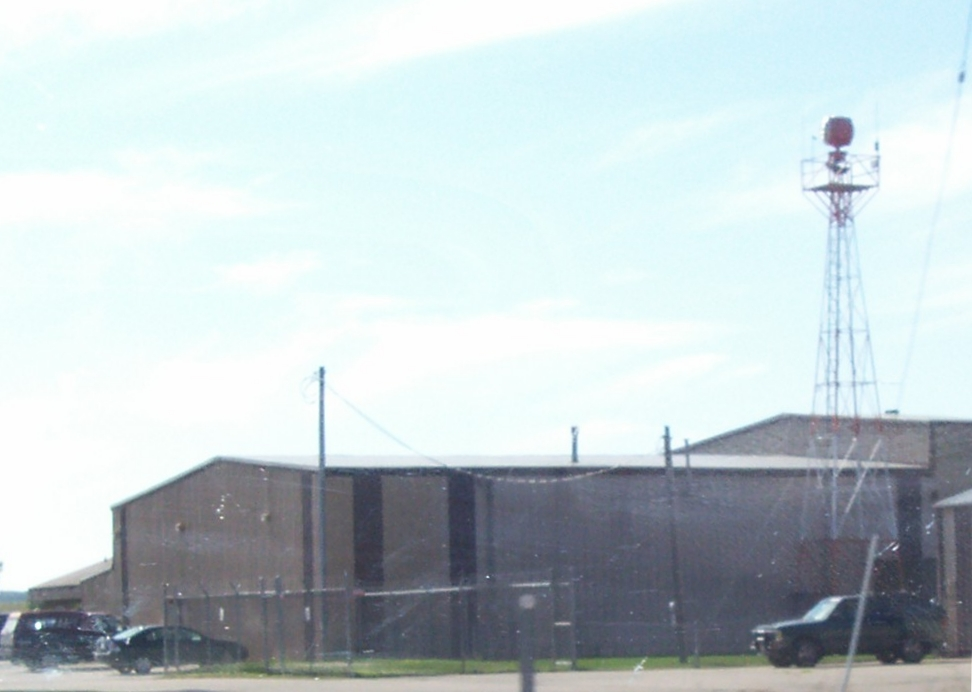
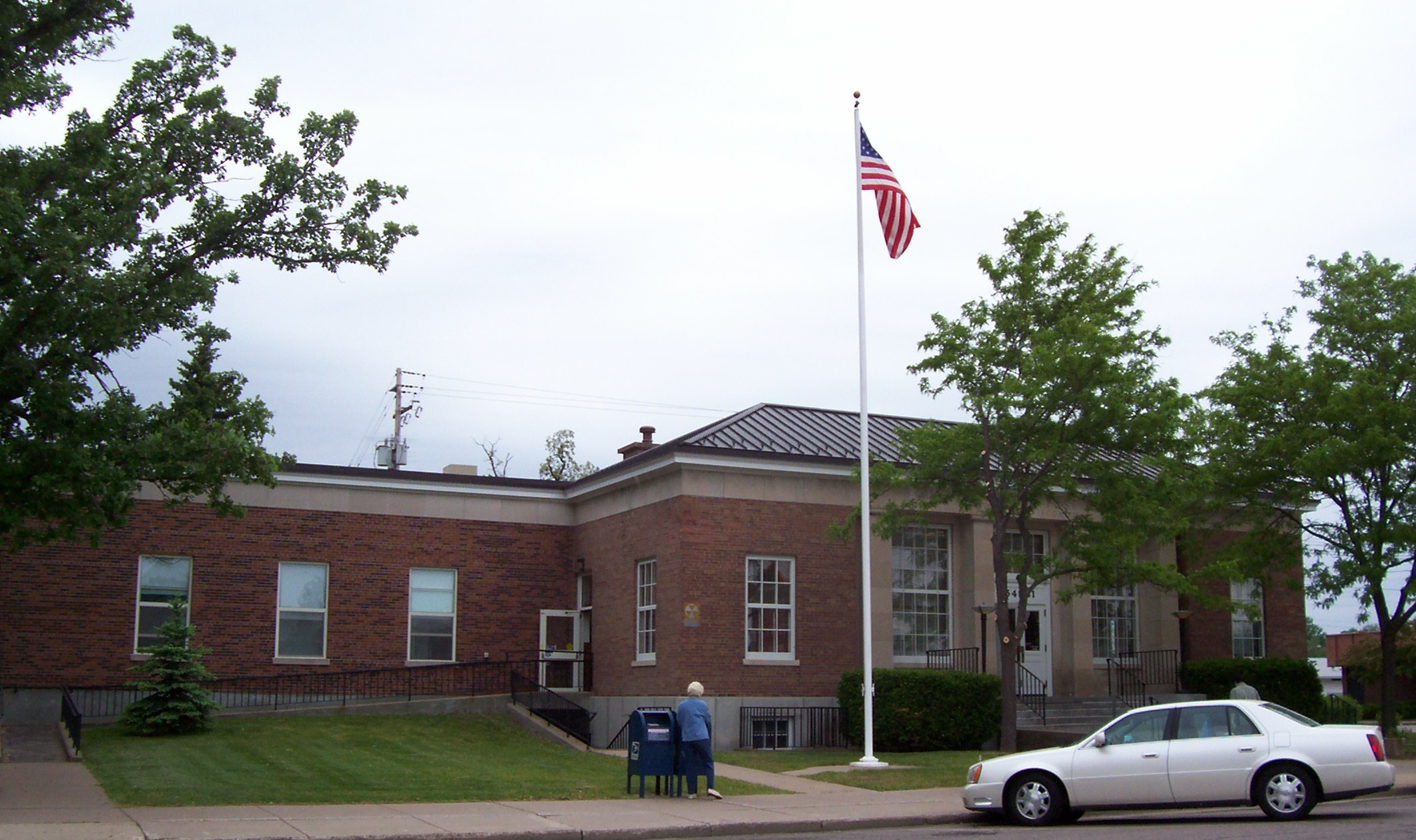